# Mahajamba

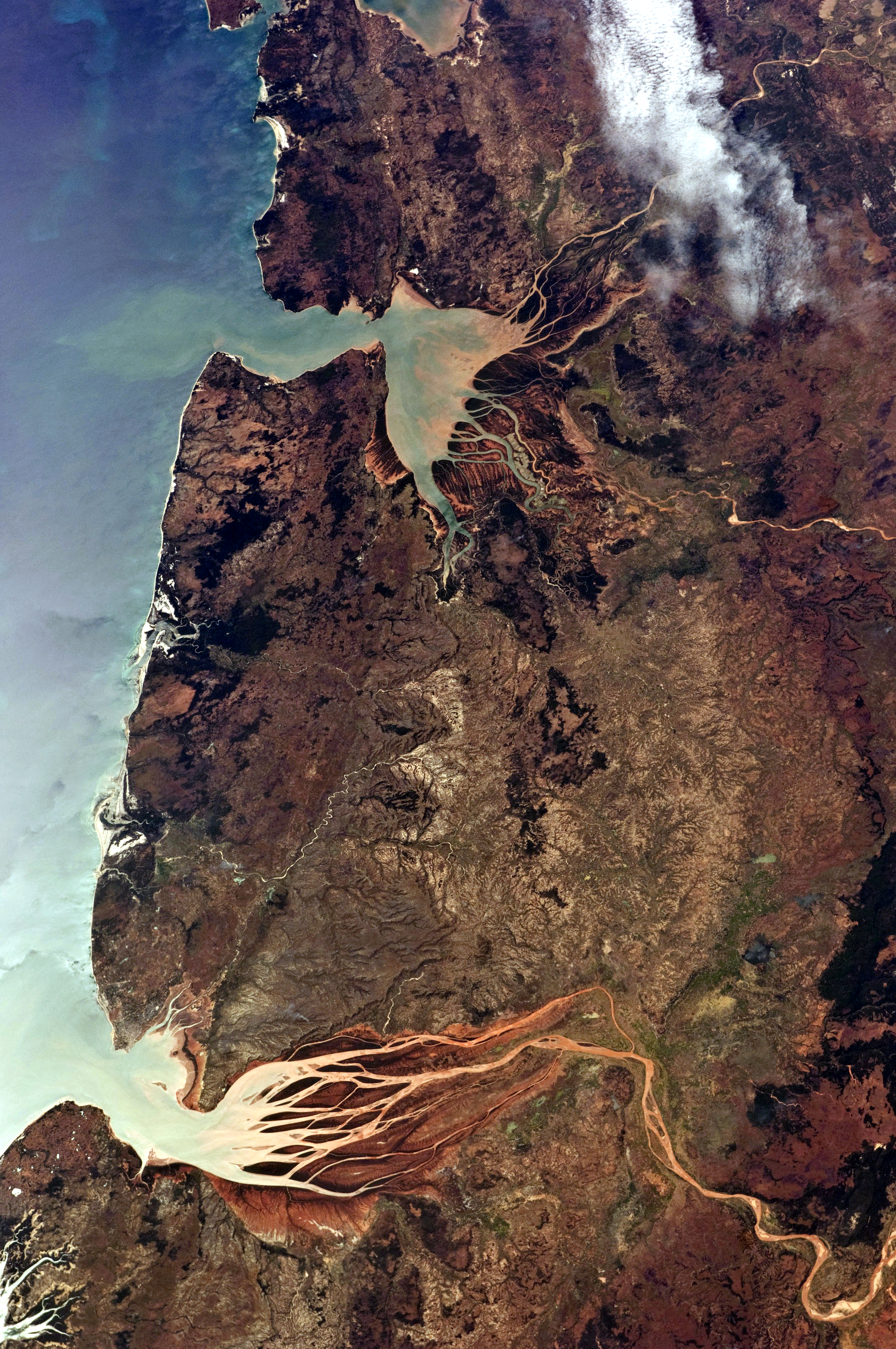
Ujścia rzek w północnym Madagaskarze. Od lewej: Betsiboka, Mahajamba, Sofia

Mahajamba – rzeka w północnej części Madagaskaru. Stanowi wschodnią granicę Parku Narodowego Ankarafantsika, wpada do Oceanu Indyjskiego. Wzdłuż brzegów rzeki rosną namorzyny.